# ريتشي راي
ريتشي راي (بالإنجليزية: Richie Ray)‏ هو عازف بيانو ومغني وملحن أمريكي، ولد في 15 فبراير 1945 في بروكلين في الولايات المتحدة.

## وصلات خارجية
- ريتشي راي على موقع IMDb (الإنجليزية)
- ريتشي راي على موقع ميوزك برينز (الإنجليزية)
- ريتشي راي على موقع أول ميوزيك (الإنجليزية)
- ريتشي راي على موقع أول ميوزيك (الإنجليزية)
- ريتشي راي على موقع ديسكوغز (الإنجليزية)